# Łukasz Pieniążek
Łukasz Pieniążek (ur. 19 września 1990) – polski kierowca rajdowy, startujący w kategorii WRC2 Pro, prowadzący Forda Fiestę R5 w barwach zespołu M-Sport Ford World Rally Team. Jego pilotem jest Kamil Heller.
Swoje pierwsze zawody wygrał już w debiucie, tryumfując w jednym z najstarszych rajdów w Polsce, czterdziestej edycji Rajdu Monte Karlino. Następnie zwyciężył w 1. Spała Rally Cup i podtrzymując passę już tydzień później stanął na najwyższym stopniu podium w Rajdzie Zamkowym, rundzie Rajdowych Samochodowych Mistrzostw Śląska. Był to początek drogi do zdobycia tytułu Rajdowego Mistrza Śląska 2014. 
W sezonie 2015 Łukasz rozpoczął starty w prestiżowych Rajdowych Mistrzostwach Europy Juniorów. Pierwszy rok poświęcony został na naukę. W tym samym czasie zawodnik zadebiutował w Rajdowych Samochodowych Mistrzostwach Polski, w których dwukrotnie stanął na podium w klasie 4. 
W 2016 na prawym fotelu Łukasza pojawił się doświadczony Przemysław Mazur. Do jego rąk trafiły aż dwie nowe rajdówki – Opel Adam R2 przeznaczony do startów w ERC Junior oraz Citroen DS3 R3T Max w JWRC. W pierwszej rundzie Mistrzostw Europy Juniorów załoga Pieniążek/Mazur niespodziewanie pokonała znacznie bardziej doświadczone załogi i wygrała Circuit of Ireland. Kolejnym sukcesem było podium w Rajdzie Barum. Równa forma dała Łukaszowi Pieniążkowi 3. miejsce w ERC Junior na koniec sezonu 2016. W tym samym roku częstochowianin zadebiutował także w Rajdowych Mistrzostwach Świata, w których wystartował w dwóch rundach w Portugalii oraz w Polsce. Na Mazurach jako pierwszy Polak w historii wygrał odcinek specjalny w JWRC. Mistrzostwa Świata były kolejnym celem Łukasza. 
W 2017 roku polski kierowca został członkiem TRT Peugeot World Rally Team i rozpoczął występy w WRC 2. Do dyspozycji otrzymał czteronapędowego Peugeota 208 T16 R5. Zespół jako jedyny w stawce WRC otrzymał wsparcie Peugeot Sport. Do tego czasu najlepszym wynikiem załogi Pieniążek/Mazur było 5. miejsce w Rajdzie Portugalii. Byli oni najwyżej sklasyfikowaną polską załogą w WRC 2. Po wywalczeniu piątego miejsca w klasyfikacji generalnej WRC 2 w sezonie 2018, w 2019 Łukasz Pieniążek miał wystartować w przynajmniej dziesięciu rajdach MŚ w nowej kategorii WRC 2 Pro, jako fabryczny kierowca brytyjskiej ekipy M-Sport Ford World Rally Team.
Pilotowany przez Kamila Hellera, częstochowianin rozpoczął sezon 2019 od czwartego miejsca w WRC 2 Pro w lutowym Rajdzie Szwecji, a następnie zajął pierwsze miejsce w tej klasie podczas Rajdu Meksyku. Polska załoga posługiwała się 285-konnym Fordem Fiestą R5.